# Nils Lagerstedt
Nils Gerhard Wilhelm Lagerstedt, född den 19 maj 1847 i Askersund, död den 2 april 1925 i Stockholm, var en svensk skolman och botanist. Han var bror till Agnes Lagerstedt.
Lagerstedt blev student vid Uppsala universitet 1864, filosofie doktor 1869, adjunkt vid Ladugårdslands femklassiga läroverk 1871 och tillförordnat läroverksråd 1904. Från 1892 var han ledamot av Överstyrelsen för Stockholms stads folkskolor och 1904 Sveriges kommissarie vid världsutställningen i Saint Louis.
Lagerstedt företog åtskilliga resor för pedagogiska ändamål eller för språkstudier samt besökte i botaniskt syfte flera delar av Sverige och Norge. Han nedlade stora förtjänster om tillkomsten och utvecklingen av Pedagogiska biblioteket i Stockholm, vars föreståndare han var från 1885.
Under flera år skrev han pedagogiska uppsatser i Verdandi med flera tidskrifter och utgav Svenska uppfostringsväsendets historia (1903; 2:a upplagan 1910) samt en på sin tid mycket använd Lärobok i naturkunnighet. I. Botanik (tillsammans med Sigfrid Almquist, 1878; 9:e upplagan 1910) ävensom publicerat avhandlingar över de lägre algerna, särskilt Spetsbergens och Bohusläns diatomacéer.
Lagerstedt lämnade Överstyrelsen för Stockholms stads folkskolor 1912 samt adjunkturen och Läroverksstyrelsen 1913.
I sin ungdom ägnade han sig åt bergsbestigning. Tillsammans med Axel Blytt och Nils Gregers Ingvald Wulfsberg nådde han toppen på Store Dyrhaugstind 1867. Lagerstedt är begravd på Västra kyrkogården i Karlstad.